# Затишное (Луганская область)
Затишное (укр. Затишне) — село в Кременском районе Луганской области Украины. Входит в Варваровский сельский совет.
Население по переписи 2001 года составляло 97 человек. Почтовый индекс — 92934. Телефонный код — 6454. Занимает площадь 2 км². Код КОАТУУ — 4421681002. Прежнее название — с. Поповка (до 1960 г.). В советское время имелся колхоз "Путь к социализму".
Село было основано в 1690 году донскими казаками и имело несколько дворов, из которых образовался небольшой хутор в степи.

## Местный совет
92934, Луганская обл., Кременский р-н, с. Варваровка, ул. Октябрьская, 17